# Fondation nationale pour les sciences humaines
La Fondation nationale pour les sciences humaines (National Endowment for the Humanities ou NEH) est une agence indépendante fédérale du gouvernement américain, fondée en 1965 par la National Foundation on the Arts and the Humanities Act, dont la mission est d'aider à la recherche, à l'éducation, à la conservation, ainsi que la mise en œuvre de programmes littéraires publics.

## Principaux programmes
Le NEH comprend six divisions et bureaux d'octroi de subventions :
- The Division of Preservation and Access accorde des subventions pour la conservation, la sauvegarde et l'amélioration de l'accès aux principales sources en lettres, tant papier que numérique ;
- The Division of Public Programs aide aux projets augmentant l'accès aux Lettres grâce aux bibliothèques, musées, télévision, radio, sites historiques et supports numériques ;
- The Division of Research accorde des subventions aux publications de livres dans et hors du domaine des lettres.
- The Division of Education soutient et renforce l'enseignement des lettres ;
- The Office of Federal/State Partnership collaborations entre 56 conseils littéraires d'états et territoriaux pour renforcer les programmes locaux.
- The Office of Digital Humanities conseille sur l'utilisation des technologies en Lettres et des coordinations possibles.

## Récipiendaires
- Joanna Russ (1937-2011), écrivaine de science-fiction et professeure de littérature anglaise[2].